# The Rain (serie de televisión)
The Rain (en España La lluvia) es una serie de televisión web danesa creada por Jannik Tai Mosholt, Esben Toft Jacobsen y Christian Potalivo. Se estrenó en Netflix el 4 de mayo de 2018. La segunda temporada se estrenó el 17 de mayo de 2019 y la tercera y última temporada se estrenó el 6 de agosto de 2020.

## Sinopsis
Seis años después de que un virus terrible arrastrado por la lluvia aniquilase casi a todos los humanos en Escandinavia, dos hermanos daneses, Simone y Rasmus, emergen de la seguridad de su búnker para encontrar los restos de la civilización caída. Pronto se unen a un grupo de supervivientes jóvenes y juntos se embarcan en una aventura llena de peligros a través de la Escandinavia abandonada, en busca de cualquier señal de vida. Liberados de su pasado colectivo y de las reglas sociales, el grupo tiene la libertad de ser quien quiere ser. En su lucha por la supervivencia, descubren que incluso en un mundo posapocalíptico todavía hay amor, celos, madurez y muchos de los problemas que creían haber dejado atrás con la desaparición del mundo que conocieron.

## Reparto

### Principales
- Alba August como Simone Andersen
- Lucas Lynggaard Tønnesen como Rasmus Andersen
- Mikkel Følsgaard como Martin
- Lukas Løkken como Patrick
- Jessica Dinnage como Lea (temporadas 1-2)
- Sonny Lindberg como Jean
- Angela Bundalovic como Beatrice (temporada 1)
- Natalie Madueño como Fie (temporadas 2-3)
- Clara Rosager como Sarah (temporadas 2-3)
- Johannes Bah Kuhnke como Sten (recurrente temporada 1; principal temporadas 2-3)
- Evin Ahmad como Kira (temporada 2-3)
- Rex Leonard como Daniel (temporada 3)

### Recurrentes
- Lars Simonsen como Dr. Frederik Andersen, padre de Simone y Rasmus (temporadas 1-2)
- Jacob Luhmann como Thomas, "un extraño" de Apollon (temporadas 1-2)
- Iben Hjejle como Ellen Andersen, madre de Simone y Rasmus (temporada 1)
- Bertil De Lorenzi como Rasmus de niño (temporadas 1-2)
- Henrik Birch como Hans, padre de Daniel y Luna (temporada 3)
- Cecilia Loffredo como Luna, hermana menor de Daniel (temporada 3)
- Annemette Andersen como Trine, madre de Daniel y Luna (temporada 3)
- Rebekka Trier Kær como Olivia (temporada 3)

## Episodios

### Temporadas
| Temporada | Temporada | Episodios | Episodios | Lanzamiento original | Lanzamiento original |
| --------- | --------- | --------- | --------- | -------------------- | -------------------- |
|           | 1         | 8         | 8         | 4 de mayo de 2018    | 4 de mayo de 2018    |
|           | 2         | 6         | 6         | 17 de mayo de 2019   | 17 de mayo de 2019   |
|           | 3         | 6         | 6         | 6 de agosto de 2020  | 6 de agosto de 2020  |

### Temporada 1 (2018)
| N.º en serie | N.º en temp. | Título                    | Dirigido por                  | Escrito por        | Fecha de lanzamiento original |
| ------------ | ------------ | ------------------------- | ----------------------------- | ------------------ | ----------------------------- |
| 1            | 1            | «Stay Inside»             | Kenneth Kainz                 | Jannik Tai Mosholt | 4 de mayo de 2018             |
| 2            | 2            | «Stay Together»           | Kenneth Kainz                 | Jannik Tai Mosholt | 4 de mayo de 2018             |
| 3            | 3            | «Avoid the City»          | Kenneth Kainz                 | Jannik Tai Mosholt | 4 de mayo de 2018             |
| 4            | 4            | «Trust One One»           | Kenneth Kainz                 | Poul Berg          | 4 de mayo de 2018             |
| 5            | 5            | «Have Faith»              | Natasha Arthy & Kenneth Kainz | Mette Heeno        | 4 de mayo de 2018             |
| 6            | 6            | «Keep Your Friends Close» | Natasha Arthy & Kenneth Kainz | Jannik Tai Mosholt | 4 de mayo de 2018             |
| 7            | 7            | «Don't Talk to Strangers» | Natasha Arthy & Kenneth Kainz | Poul Berg          | 4 de mayo de 2018             |
| 8            | 8            | «Trust Your Instincts»    | Natasha Arthy & Kenneth Kainz | Jannik Tai Mosholt | 4 de mayo de 2018             |

### Temporada 2 (2019)
| N.º en serie | N.º en temp. | Título                    | Dirigido por       | Escrito por                    | Fecha de lanzamiento original |
| ------------ | ------------ | ------------------------- | ------------------ | ------------------------------ | ----------------------------- |
| —            | 1            | «Avoid Contact»           | Keko ñete          | Jannik Tai Mosholt             | 17 de mayo de 2019            |
| 10           | 2            | «The Truth Hurts»         | Søren Balle        | Rune Schjøtt                   | 17 de mayo de 2019            |
| 11           | 3            | «Stay in Control»         | Kasper Gaardsøe    | Julie Budtz Sørensen           | 17 de mayo de 2019            |
| 12           | 4            | «Save Yourself»           | Kasper Gaardsøe    | Rune Schjøtt & Simon Oded Weil | 17 de mayo de 2019            |
| 13           | 5            | «Keep it together»        | Yotoko Turaja      | Julie Budtz Sørensen           | 17 de mayo de 2019            |
| 14           | 6            | «Survival of the Fittest» | Josefine Kirkeskov | Simon Oded Weil                | 17 de mayo de 2019            |

### Temporada 3 (2020)
| N.º en serie | N.º en temp. | Título                                | Dirigido por       | Escrito por                  | Fecha de lanzamiento original |
| ------------ | ------------ | ------------------------------------- | ------------------ | ---------------------------- | ----------------------------- |
| 15           | 1            | «Don't Give Up»                       | Josefine Kirkeskov | Julie Budtz Sørensen         | 6 de agosto de 2020           |
| 16           | 2            | «Never Let Go»                        | Josefine Kirkeskov | Anna Bro                     | 6 de agosto de 2020           |
| 17           | 3            | «Stay Strong»                         | Kaspar Munk        | Lasse Kyed Rasmussen         | 6 de agosto de 2020           |
| 18           | 4            | «Be the Change You Want in the World» | Kaspar Munk        | Christoffer Barfred Krustrup | 6 de agosto de 2020           |
| 19           | 5            | «Love Yourself»                       | Kasper Gaardsøe    | Lasse Kyed Rasmussen         | 6 de agosto de 2020           |
| 20           | 6            | «And This Too Shall Pass»             | Kasper Gaardsøe    | Julie Budtz Sørensen         | 6 de agosto de 2020           |

## Producción
La producción en la temporada 1 comenzó a finales de junio de 2017 en Dinamarca y Suecia.
Netflix anunció el 30 de mayo de 2018 que la serie entrará en producción para una segunda temporada a fines de 2018 para un lanzamiento en 2019.